# Mickey (singolo)
Mickey è un singolo della cantante statunitense Toni Basil, pubblicato nel 1982 dalle etichette discografiche Chrysalis Records (per gli Stati Uniti) e Radicalchoice e Virgin (per il Canada) dal primo album di debutto Word of Mouth.

## Il brano
Il brano è una rivisitazione in chiave new wave, con l'aggiunta quindi di sintetizzatori della canzone Kitty del gruppo pop britannico Racey del 1979, ed è stata scritta da Mike Chapman e Nicky Chinn e cori da cheerleader. La versione di Toni Basil contiene il verso "Oh Mickey you're so fine", assente nel brano originale, e durante gli anni ottanta fu supposto che il brano fosse effettivamente dedicato dalla cantante a Micky Dolenz, batterista e prima voce del gruppo rock The Monkees, ma l'ipotesi fu smentita dalla stessa Basil successivamente.

## Successo commerciale
Il singolo riscosse un ottimo successo commerciale, raggiungendo la prima posizione della classifica Billboard Hot 100 statunitense e la seconda posizione nella Official Singles Chart britannica. Unico brano dell'artista ad aver raggiunto le alte posizioni delle classifiche di vendita, è stata inserita da VH1 al sesto posto della classifica delle più grandi one hit wonder degli anni ottanta.

## Tracce
US 7" Single
1. Mickey – 3:36
2. Thief on the Loose – 3:50

International 7" Single
1. Mickey – 3:36
2. Hanging Around – 4:06

US 12" Single
1. Mickey (Special Club Mix) (Short) – 4:32
2. Mickey (Special Club Mix) (Long) – 5:58

Alternate US 12" Single
1. Mickey (Special Club Mix) – 5:58
2. Mickey (Spanish Version) – 5:12

7" Single
1. Mickey – 3:30
2. Thief on the Loose – 3:59

SG CD Single (1994)
1. Mickey (Original Version) – 3:29
2. Mickey (7" New Mix) – 6:03
3. Mickey (12" New Mix) – 4:13
4. Mickey (12" Alternative Version) – 3:57
5. Mickey (7" Instrumental) – 6:16
6. Mickey (7" Smart E's Version) – 6:04
7. Mickey (12" Smart E's Version) – 6:16
8. Mickey (7" Smart E's Dub) – 3:57

US CD Single (1999)
1. Mickey (Radio Remix) – 3:29
2. Mickey ("Back to the Future" Club Mix) – 6:03
3. Mickey ("Killa Klub" Edit) – 3:57
4. Mickey ("Killa Klub" Mix) – 6:16
5. Mickey ("Killa Klub" Dub) – 6:04

HK CD Single (1999)
1. Mickey (Radio Remix) – 3:29
2. Mickey ("Back to the Future" Club Mix) – 6:03
3. Mickey (Jason Nevins Radio Remix) – 4:13
4. Mickey ("Killa Klub" Edit) – 3:57
5. Mickey ("Killa Klub" Mix) – 6:16
6. Mickey ("Killa Klub" Dub) – 6:04

Digital rerecording (2020)
1. Hey Mickey – 4:12

## Classifiche
| Classifica (1982-1983)                               | Posizione raggiunta |
| ---------------------------------------------------- | ------------------- |
| Australia Kent Music Report                          | 1                   |
| Belgio (Fiandre) Ultratop 50                         | 39                  |
| Canada                                               | 1                   |
| Irlanda                                              | 3                   |
| Paesi Bassi                                          | 39                  |
| Sud Africa                                           | 3                   |
| Regno Unito                                          | 2                   |
| Billboard Hot 100 (Stati Uniti d'America)            | 1                   |
| Dance Club Songs (Billboard) (Stati Uniti d'America) | 3                   |
| Cash Box (Stati Uniti d'America)                     | 2                   |
| Germania Ovest                                       | 69                  |
| Nuova Zelanda                                        | 2                   |

## Versione di Lolly
La cantante inglese Lolly ha realizzato una cover del brano nel 1999, a diciassette anni dalla pubblicazione originale, contenuta nel suo album di debutto My First Album. Il brano è stato estratto come singolo il 6 settembre 1999 dalla Polydor, riscuotendo un discreto successo commerciale e raggiungendo la quarta posizione della classifica britannica.

### Tracce
UK CD1 and Australian CD Single
1. Mickey – 3:35
2. Sweetheart – 2:52
3. Mickey (Karaoke Version) – 3:53
4. Mickey (CD Rom Video)

UK CD2
1. Mickey – 3:35
2. Mickey (Creator remix) – 5:58
3. Mickey (D-Bop remix edit) – 4:22
4. Mickey (The Bold & The Beautiful remix) – 5:50

UK cassette single
1. Mickey – 3:35
2. Mickey (Karaoke Version) – 3:35

### Classifiche (versione di Lolly)
| Classifica (1999)        | Posizione raggiunta |
| ------------------------ | ------------------- |
| Australia ARIA Charts    | 66                  |
| Europa Eurochart Hot 100 | 17                  |
| Irlanda                  | 14                  |
| Scozia                   | 4                   |
| Regno Unito              | 4                   |

## Altre versioni

### Adattamenti e parodie
L'anno successivo alla pubblicazione del singolo, nel 1983, "Weird Al" Yankovic ha realizzato una parodia del brano intitolata Ricky, inserita all'interno dell'album intitolato "Weird Al" Yankovic. Ideata come un'ode alla sitcom anni cinquanta Lucy ed io, è stata interpretata in duetto con Tress MacNeille.
Nel 2016 il brano è stato pesantemente rimaneggiato dalla rapper Baby Tate e ripubblicato, in chiave rap, con il titolo Hey, Mickey!, diventando noto a livello internazionale nel 2023.

### Versioni in altre lingue
Il brano è stato riadattato e rieseguito in diverse lingue da altrettanti artisti. Carola Häggkvist pubblicò una versione in lingua svedese, scritta da Ingela "Pling" Forsman nel 1983 e inserita nell'album Främling.

### Campionamenti
Il brano è stato inoltre campionato dai Run DMC per il brano hip hop It's Tricky, pubblicato nel 1987 e tratto dall'album Raising Hell, e dalla cantante neozelandese-sudcoreana Rosé e dal cantante statunitense Bruno Mars nella loro collaborazione Apt..